# Haute École de santé Vaud
 (novembre 2020).
La Haute École de Santé - Vaud (HESAV) est une haute école spécialisée, membre de la HES-SO, une université de sciences appliquées.
Située à Lausanne, au cœur de la cité hospitalière du CHUV (Centre Hospitalier Universitaire Vaudois), HESAV est le plus grand centre de formation des professions de la santé du canton de Vaud. HESAV compte plus de 1200 étudiants en formation Bachelor et postgrade.
Dès la rentrée 2026, HESAV investira le Campus Santé, rejoignant ainsi la cité universitaire de l'UNIL et l'EPFL dans le sud de Lausanne.
HESAV a pour missions de former les professionnels de la santé et d’assurer une relève de qualité dans quatre filières Bachelor : Soins infirmiers, Physiothérapie, Technique en radiologie médicale et Sage-femme.
Forte de son réseau d’enseignants issus de la pratique professionnelle, HESAV intègre la dimension interprofessionnelle à ses enseignements et participe aux Masters de ces filières, organisés conjointement par l’Université de Lausanne et la HES-SO.
Grâce à de nombreux accords à travers le monde, HESAV encourage activement la mobilité internationale de ses étudiants. Elle leur permet ainsi de développer leurs compétences interculturelles en effectuant des semestres d’études, stages professionnels ou universités d’été à l’étranger.
Des formations continues et postgrades répondant aux besoins des milieux de la pratique, ainsi qu’une Année Propédeutique Santé (APS) sont également proposées.

## Historique
Créée le 1er octobre 2002 pour répondre aux exigences de la loi fédérale sur les Hautes écoles spécialisées, HESAV est née de la fusion de quatre écoles cantonales : l'école d'infirmiers (fondée en 1932, initialement l'école de gardes-malades), l'école des sages-femmes de Chantepierre (fondée en 1803), l'école cantonale vaudoise de physiothérapeutes (1936, anciennement l'école de massage) et l'école cantonale vaudoise de technicien en radiologie médicale (1987).